# Broichsdorf

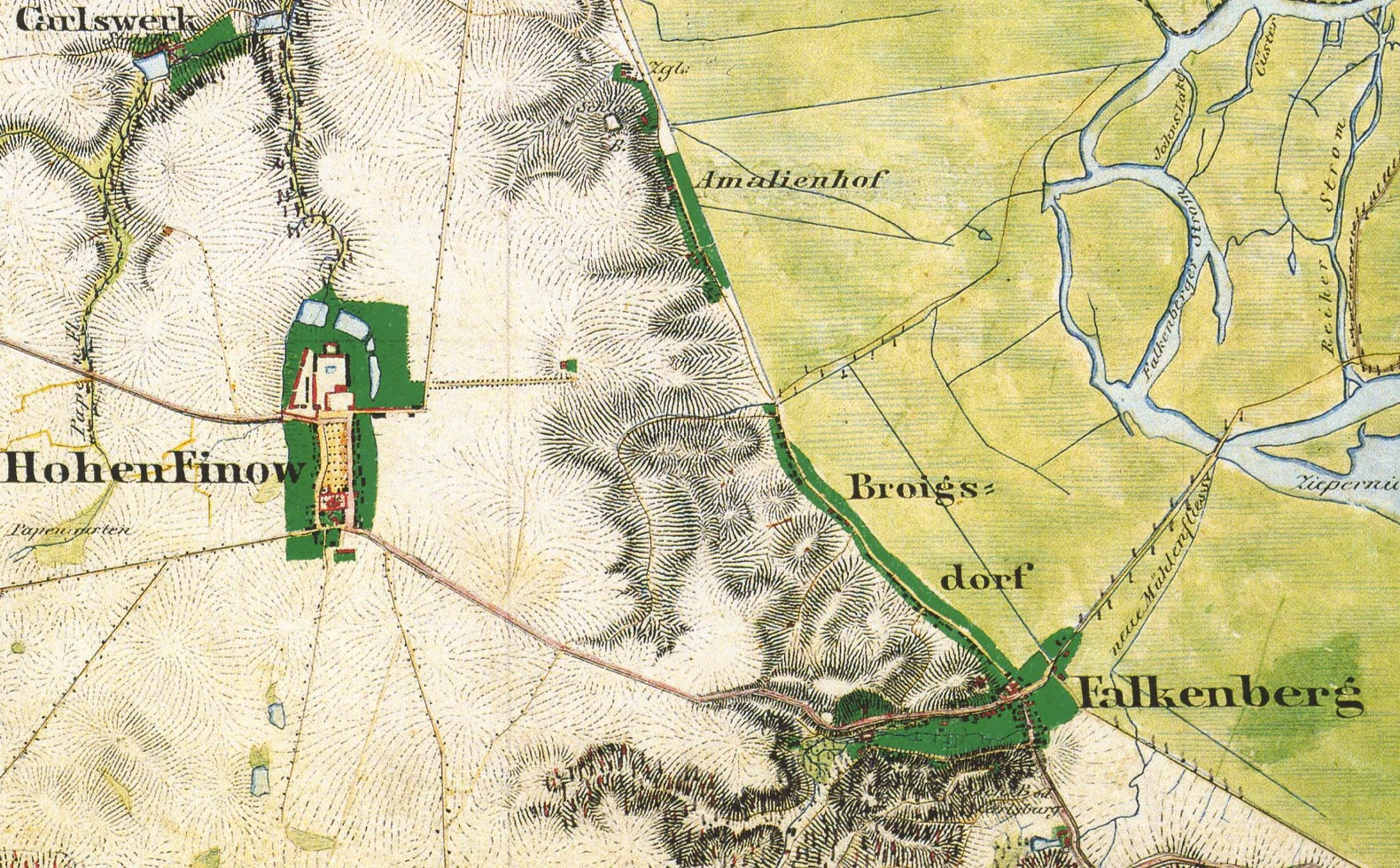
Gemeinde Hohenfinow mit Wohnplatz Karlswerk, und Gemeinde Falkenberg, Ortsteil Falkenberg/Mark mit Wohnplätzen Amalienhof und Broichsdorf, Ausschnitt aus dem Urmesstischblatt 3149 Falkenberg von 1844

Broichsdorf ist ein Wohnplatz im Ortsteil Falkenberg/Mark der Gemeinde Falkenberg im Landkreis Märkisch-Oderland in Brandenburg (Deutschland). Die Gemeinde entstand 1776 im Rahmen der Trockenlegung des Oderbruchs und verlor ihre Selbstständigkeit 1928 durch Eingliederung in die Nachbargemeinde Falkenberg/Mark. Falkenberg/Mark wiederum verlor seine Selbstständigkeit 2001 durch den Zusammenschluss mit zwei anderen Gemeinden zur (Groß-)Gemeinde Falkenberg. Die Verwaltungsaufgaben der Gemeinde Falkenberg werden vom Amt Falkenberg-Höhe wahrgenommen.

## Lage
Broichsdorf ist der nordwestliche Ast von Falkenberg/Mark entlang der Ernst-Thälmann-Straße (K 6432), ab etwa der Einmündung des Mühlenwegs. Auch bei Anlage der Siedlung waren nur wenige hundert Meter Abstand zwischen der Bebauung des Kernortes Falkenberg/Mark und Broichsdorf. Im Nordwesten geht Broichsdorf quasi in den Wohnplatz Amalienhof über. Während heute der Abstand in der Bebauung zwischen Amalienhof und Broichsdorf auf einige Zehnermeter geschrumpft ist, war die Distanz in der Vergangenheit doch deutlich größer. 1871 wurde die Rote Mühle als ein besonderer Wohnplatz der damaligen Landgemeinde Broichsdorf ausgeschieden. 1894 war die Zugehörigkeit des Wohnplatzes Rote Mühle zwischen Broichsdorf und Falkenberg/Mark umstritten.
Broichsdorf liegt naturräumlich am Rand des Oderbruchs, nur einzelne Gebäude stehen etwas höher am Hang des Oderabbruchs. Die Ernst-Thälmann-Straße verläuft auf etwa 5 m ü. NHN.

## Geschichte
Das Koloniedorf wurde im Zuge der Trockenlegung des Oderbruchs durch den damaligen Ortsherren von Cöthen Gottfried von Jena in den Jahren um 1776 angelegt. Die Namensgebung erfolgte zu Ehren seiner zwei Ehefrauen, beide Töchter des Preußischen Staatsministers Balthasar Konrad von und zu Broich. Riehl und Scheu schreiben dagegen, dass der Ort direkt nach dem Staatsminister von und zu Broich benannt ist. Der Dorfstruktur nach war Broichsdorf ursprünglich eine Zeile, die auch heute noch gut erkennbar ist.

## Besitzgeschichte
Das Dorf gehörte zur Zeit seiner Anlage dem Gutsherrn auf Cöthen Gottfried von Jena. Er war Gerichtsherr und hatte die Polizeigewalt. Die Bewohner waren zu Diensten verpflichtet und bezahlten einen Grundzins. Hinzu kamen meist noch diverse andere Abgaben. Gottfried von Jena war zweimal verheiratet. Seine Kinder starben jedoch alle vor ihm. Nach seinem Tod am 4. Oktober 1775 in Cöthen fielen seine Güter seinen minderjährigen Großneffen Gottfried (1767–1831) und Carl Friedrich (1770–1838) zu, den Söhnen seines Neffen Friedrich Wilhelm, dem einzigen Sohn seines Bruders Carl Friedrich auf Döbbernitz im damaligen Kreis Weststernberg (Neumark). Carl Friedrich von Jena übernahm das Rittergut Cöthen, Gottfried das väterliche Gut Döbbernitz. Am 20. September 1838 ist Carl Friedrich von Jena in Neapel gestorben. Ihm folgte sein Sohn Wilhelm nach, unter dem die Patrimonialgerichtsbarkeit über Broichsdorf 1849 aufgehoben wurde. Schließlich wurde 1872 auch die Polizeigewalt des Gutsherrn über Broichsdorf den neu gebildeten Amtsbezirken übertragen. 1879 ist Wilhelm von Jena in Cöthen gestorben.

## Kommunale Geschichte
Schon bald nach der Anlage des Dorfes hatte Broichsdorf 1785 unter einem Oderhochwasser zu leiden. Bis 1860 folgten weitere sechs Hochwässer der Oder, die den Ort mehr oder weniger stark in Mitleidenschaft zogen. 1791 wohnten 31 Büdnerfamilien und sechs Hausleute oder Einlieger (Mieter) in Broichsdorf. Der Ort hatte 35 Feuerstellen und 192 Einwohner. 1801 beschrieb Friedrich Wilhelm Bratring das damalige Kolonie-Dorf wie folgt: nahe bei Falkenberg. 34 Halbkossäten oder Kolonisten, 4 Einlieger (Mieter), Krug. Ist 1776 von dem Minister von Broich etablirt. 350 Morgen Grundstücke. 35 Feuerstellen 286 Einwohner. Hier sind Bratring zwei Fehler unterlaufen. Der Ort ist sicher nicht vom Staatsminister Balthasar Konrad von und zu Broich angelegt worden. Auch ist die Einwohnerzahl wohl falsch (186 statt 286 Personen), wenn man die Einwohnerzahlen vor und kurz nach 1801 sowie im Vergleich mit anderen Publikationen, z. B. dem Geographisches Statistisch-Topographischen Lexikon von Obersachsen des Philipp Ludwig Hermann Röder von 1801, das bei 33 Kolonisten(-Familien) 176 Einwohner angibt. 1809 wurde eine Schule in Broichsdorf eingerichtet.
1817 hatte das Koloniedorf 128 Einwohner 1840 gehörte zum Koloniedorf Broichsdorf auch die Wassermühle Rothe Mühle; man zählte in Broichsdorf insgesamt 34 Wohngebäude und 235 Einwohner. 1849 wurde die Patrimonialgerichtsbarkeit des Rittergutes Cöthen aufgehoben und der Gerichtskommission I Freienwalde übertragen. Die Polizeigewalt verblieb aber weiterhin beim Gutsherrn in Cöthen. Nach Berghaus hatte Broichsdorf noch um 1850 einen jährlichen Grundzins von 220 Talern und 2 Wispel Roggen an das Rittergut in Cöthen zu entrichten. 1852 wurden die Reallasten, die an das Rittergut Cöthen zu leisten waren, abgelöst.
Aufgrund der Lage am bzw. noch im Oderbruch war Broichsdorf des Öfteren von Hochwasser der Oder betroffen. Vom Oderhochwasser 1853 wird berichtet, dass einige Bewohner ihre Häuser verlassen mussten. Bei den meisten anderen Häusern stand das Wasser bis zu den Fenstern, die verbarrikadiert wurden. Ab 1854 gab es für einige Jahre eine Braunkohlengrube in Broichsdorf, der Abbau war aber offenbar nicht rentabel.
1858 maß der Gemeindebezirk 345 Morgen, davon waren 3 Morgen Gehöfte, 2 Morgen Gartenland, 62 Morgen Acker und 278 Morgen Wiese. Der Ort hatte 383 Einwohner, die in 45 Wohngebäuden lebten. Im Ort standen ein öffentliches Gebäude, 40 Wohngebäude und 42 gewerbliche Gebäude, darunter eine Dampfwassergetreidemühle (Rote Mühle) und eine weitere Getreidemühle. Broichsdorf ist unter den Landgemeinden aufgeführt. Riehl und Scheu (1861) nennen eine Dampfwassermühle, aber – stark abweichend von der vorherigen Beschreibung – 42 Wohnhäuser und 306 Einwohner. In den Jahren 1865/66 wurde die Bahnstrecke Frankfurt (Oder), Wriezen, Bad Freienwald (Oder) bis Eberswalde als eingleisige Hauptbahn durch die Berlin-Stettiner Eisenbahn-Gesellschaft (BStE) gebaut und am 15. Dezember 1866 eingeweiht. Sie führt im Abstand von 300 bis 400 Metern östlich an Broichsdorf vorbei.
1871 ist Broichsdorf wiederum unter den Landgemeinden aufgeführt. Broichsdorf hatte 44 Wohngebäude und 374 Einwohner. Dazu gehörte der Wohnplatz Rothemühle mit einem Wohnhaus und 9 Einwohnern. Die Cholera-Epidemie von 1873 forderte auch in Broichsdorf einige Opfer. Das Gemeindelexikon von 1888 (Stand 1895) gibt die Größe von Broichsdorf mit 92 ha an. Davon waren 24 ha Ackerland und 59 ha Wiesen. Es wurden 48 Wohngebäude und 424 Einwohner gezählt. Im zu Broichsdorf gehörenden Wohnplatz Rote Mühle stand ein Wohnhaus, in dem 10 Personen lebten. 1895 hatte Broichsdorf 431 Einwohner in 55 Wohnhäusern, außerdem zwei öffentliche Gebäude. 1900 standen 56 Häuser in Broichsdorf.
| Jahr      | 1791 | 1801                       | 1817 | 1840 | 1858 | 1871 | 1885 | 1895 | 1910 | 1925 |
| Einwohner | 192  | 286 (recte wohl 186, vgl.) | 128  | 235  | 312  | 374  | 435  | 431  | 468  | 435  |

## Kirchliche Geschichte
Die Einwohner von Broichsdorf waren eingekircht in Falkenberg/Mark. Der Ort hat jedoch einen eigenen Friedhof. Er liegt hinter den Häusern Ernst-Thälmann-Straße 25/26.

## Kommunale Zugehörigkeit
Das 1776 angelegte Koloniedorf hatte von Anfang an eine gewisse Selbstverwaltung, wie Gemeindeschulze, Gemeindegericht und Gerichtsmänner, deren Befugnisse sich auf den Gemeindebezirk beschränkten. Das höhere Gericht stand aber dem Gutsherrn in Cöthen zu. Er hatte die Polizeigewalt, ihm mussten Dienste geleistet werden, und die Gemeinde musste einen Grundzins bezahlen. Der Gemeindebezirk war 1860 mit 345 Morgen, davon 3 Morgen Gehöfte, 2 Morgen Gartenland, 62 Morgen Acker und 278 Morgen Wiese recht klein. 1900 hatte der Gemeindebezirk insgesamt 138 ha. Mit der Bildung der Amtsbezirke 1872 wurde Broichsdorf dem Amtsbezirk Nr. 1 Cöthen des Kreises Oberbarnim zugewiesen. Amtsvorsteher war Wilhelm von Jena auf Cöthen. 1928 wurde Broichsdorf zusammen mit Amalienhof in die Gemeinde Falkenberg (Mark) (sic!) eingegliedert. 1932 war Broichsdorf ein Wohnplatz, 1957 und 1973 ein Ortsteil von Falkenberg/Mark. Falkenberg/Mark schloss sich 1992 mit acht anderen Gemeinden zum Amt Falkenberg-Höhe zusammen. Zum 31. Dezember 2001 schlossen sich die bis dahin selbstständigen Gemeinden Dannenberg/Mark, Falkenberg/Mark und Kruge/Gersdorf zur neuen (Groß-)Gemeinde Falkenberg zusammen. Seither ist Broichsdorf (wieder) ein Wohnplatz im Ortsteil Falkenberg/Mark in der (Groß-)Gemeinde Falkenberg.
Broichsdorf liegt am Rand des Oderbruchs, wurde aber traditionell zum Oberbarnimschen Kreis bzw. ab 1816 zum Kreis Oberbarnim gerechnet. Es blieb im Kreis Oberbarnim bis zur Bezirks- und Kreisreform von 1952. Falkenberg/Mark mit dem Wohnplatz/Ortsteil wurde dem neuen Kreis Bad Freienwalde im Bezirk Frankfurt (Oder) der DDR zugeordnet. Nach der Wende und Bildung des Landes Brandenburg wurde der Kreis Bad Freienwalde 1990 in Landkreis Bad Freienwalde umbenannt und 1993 mit den Kreisen Seelow, Strausberg und Teilen des Landkreises Fürstenwalde zum Landkreis Märkisch-Oderland vereinigt.

## Die Windmühlen von Broichsdorf
Außer der Wassermühle Rote Mühle, die auch durch ihre Lage als eigener Wohnplatz ausgeschieden wurde, besaß der Ort zwei Windmühlen, eine Holländerwindmühle und eine Bockwindmühle, über deren Geschichte aber wenig bekannt ist.
Die kleine, gemauerte Holländerwindmühle stand am Oderabhang hinter dem Grundstück Ernst-Thälmann-Straße 15. Angeblich soll sie noch vor der Roten Mühle angelegt worden sein. Woher diese Angabe stammt, ließ sich nicht ermitteln. Das Wohnhaus, zu dem die Mühle gehörte, wurde urkundlich belegt im Jahre 1772 errichtet. Das Grundstück mit Mühle gehörte 1932 Michael Reetz, der es in diesem Jahr an Paul Goldbach verkaufte. Der Mühlbetrieb wurde 1941 eingestellt. 1945 erlitt die Mühle durch Kriegshandlungen Schäden und wurde 1946 abgerissen. 2001 waren am ehemaligen Mühlstandort noch Fundamentreste und ein alter Mahlstein vorhanden.
Die Bockwindmühle stand unterhalb des Hauses Ernst-Thälmann-Straße 39 in der Oderaue auf einem kleinen, aufgeschütteten Hügel mit (aufgeschütteter) Zufahrt. Hügel und Zufahrt sind im Gelände bzw. im Digitalen Geländemodell des BrandenburgViewer noch gut erkennbar. Sie ist noch nicht auf dem Urmesstischblatt 3149 Falkenberg/Mark von 1844 verzeichnet, ist also später entstanden. Die Bockwindmühle soll bis zum Jahr 1900 existiert haben. Letzter Besitzer dieser Mühle war ein Herr Sonnenburg.

## Schulzen und Gemeindevorsteher (unvollständig)
- 1834 Schulze Martin Künkel[24]
- 1905 bis 1928 Gemeindevorsteher August Gerlach[25][26][27]